# Thomas Revermann
Thomas Revermann (* 22. September 1968) ist ein ehemaliger deutscher Fußballspieler.

## Sportlicher Werdegang
Revermann entstammt der Jugend von Preußen Münster, wo er zum Junioren-Nationalspieler avancierte. Bei der U-16-Weltmeisterschaft 1985 gehörte der Torhüter unter Auswahltrainer Horst Köppel zum Kader der deutschen U-16-Nationalmannschaft. Beim Erreichen des gegen Nigeria verloren gegangenen Finalspiels kam er an der Seite von Turniertorschützenkönig Marcel Witeczek, Detlev Dammeier, Peter Gartmann, Klaus Mirwald und Martin Schneider als Ersatzmann hinter Alexander Ogrinc jedoch nicht zum Einsatz.
Anschließend wechselte Revermann zu Arminia Bielefeld, wo er im Herbst 1987 zunächst unter Hannes Scholz in der Amateurmannschaft spielte. Später rückte er unter seinem vormaligen Arminia-Jugendtrainer Joachim Krug in die Wettkampfmannschaft auf, als dieser 1987 im Abstiegskampf der 2. Bundesliga Fritz Fuchs beerbte. Nach dem Abstieg wurde er mit den Arminen in der Spielzeit 1988/89 Vizemeister der Oberliga Westfalen hinter Preußen Münster.
Im Sommer 1989 kehrte Revermann zu Preußen Münster zurück, wo er nach deren erfolgreich gestalteten Aufstiegsrunde zur 2. Bundesliga sich zunächst als Ersatzmann von Dirk Winter einreihte. Am neunten Spieltag der Zweitligasaison 1989/90 debütierte er beim 2:1-Heimerfolg gegen den SV Meppen im Profifußball, als Winter in der zweiten Halbzeit verletzt ausschied. Nach einer Serie von achten sieglosen Spielen, in denen Winter bei der 1:7-Auswärtsniederlage bei Alemannia Aachen, einer 0:4-Niederlage bei der SG Wattenscheid 09 und einer 2:6-Heimniederlage gegen Hertha BSC teilweise erhebliche Gegentore hinnehmen musste, stellte Cheftrainer Elmar Müller ihn im Dezember 1989 zeitweise in die Startelf. Auch nach einem Trainerwechsel zu Ernst Mareczek stand er zunächst zwischen den Pfosten, im zweiten Spiel unter dessen Verantwortung kehrte jedoch Winter in die Startelf zurück. In seinen acht Saisoneinsätzen kassierte er elf Gegentore, der Klub schaffte auf dem zwölften Tabellenrang den Klassenerhalt. Im Sommer 1990 holte Preußen Münster mit Bernd Fuhr eine neue Nummer 1, den Revermann im Verlauf der Spielzeit 1990/91 zeitweise nochmals unter Trainer Gerd Roggensack verdrängen konnte. Am Saisonende stieg der Klub jedoch in die Oberliga ab.
Später lief Revermann für TuS Ahlen in der Oberliga Westfalen auf und schaffte mit dem Klub 1996 den Aufstieg in die Regionalliga West/Südwest. Nach der anschließenden Fusion zu LR Ahlen reihte er sich hinter Carsten Eisenmenger als Ersatzmann ein, kam aber vereinzelt zu Regionalligaeinsätzen.
Revermann betreibt hauptberuflich eine Versicherungsagentur.